# Луганський національний університет імені Тараса Шевченка
Луганський національний університет імені Тараса Шевченка (ЛНУ ім. Т. Шевченка) — вищий навчальний заклад, акредитований за IV рівнем. Дата заснування — 1 березня 1921 року. Член УАБО.

## Про університет

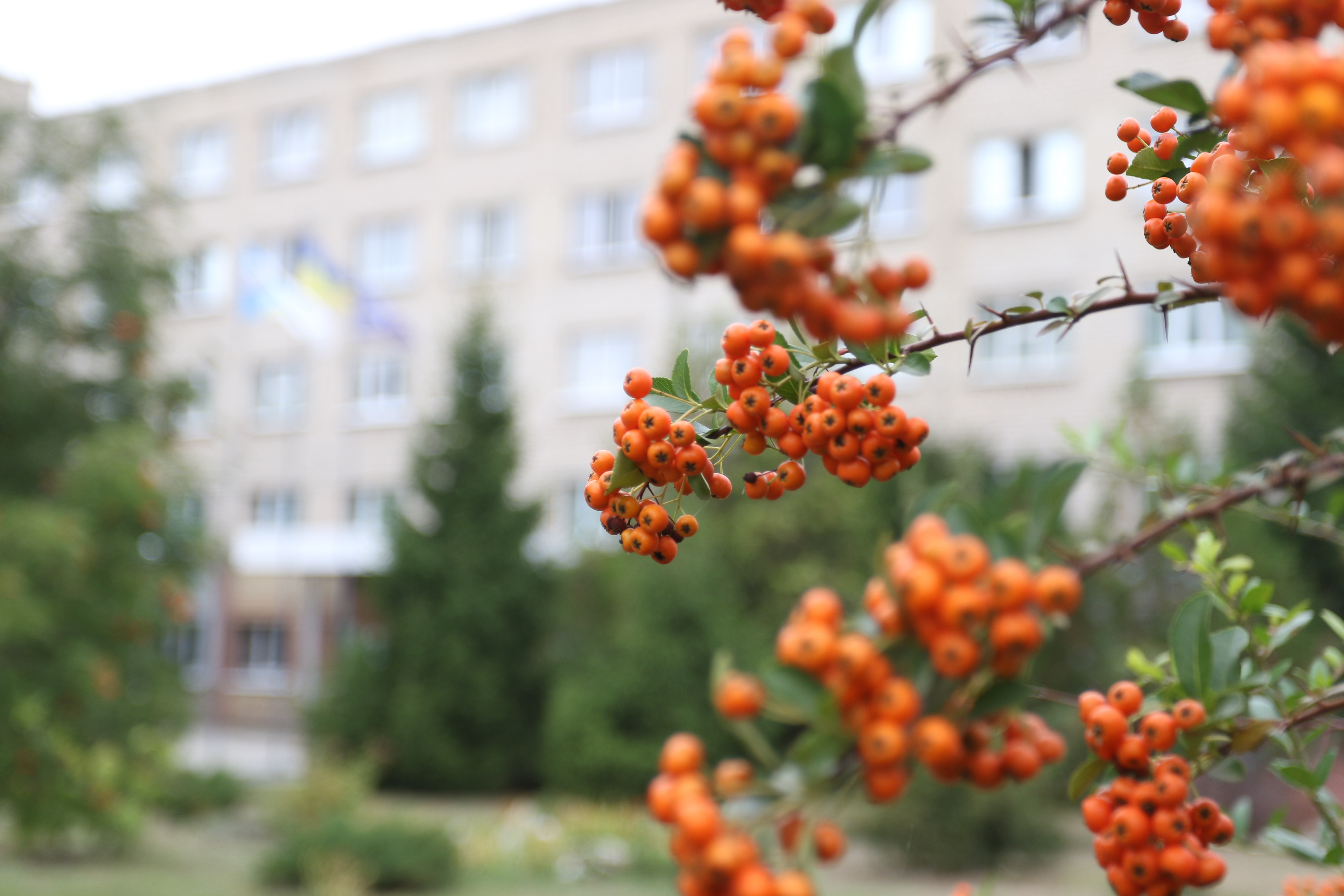
Навчальний корпус ЛНУ імені Тараса Шевченка, який розташовується у м. Старобільськ

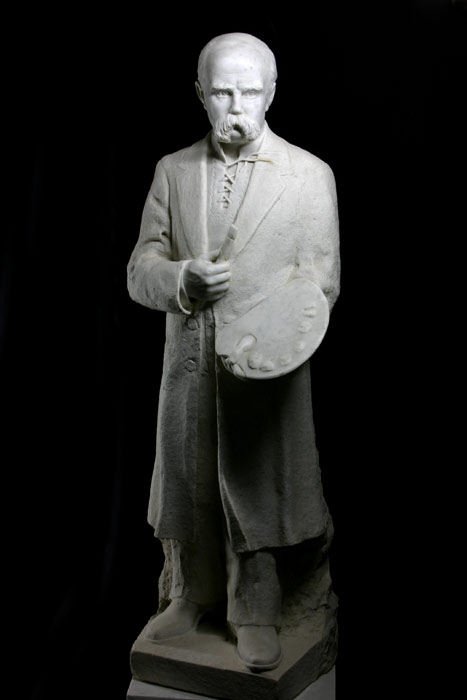
Шевченко Тарас Григорович. Скульптура зберігається в Луганському національному університеті імені Тараса Шевченка (скульптор Микола Шматько)

Луганський національний університет імені Тараса Шевченка ‒ вищий навчальний заклад, що понад 96 років залишається еталоном якості української освіти. 
Очолює університет доктор педагогічних наук, професор, академік Міжнародної Академії Наук педагогічної освіти, член-кореспондент АПН України, головний редактор фахового журналу «Освіта Донбасу» Віталій Семенович Курило.
Ректор — Караман Олена Леонідівна, доктор педагогічних наук, професор.
Академічна пропозиція Луганського національного університету імені Тараса Шевченка охоплює близько 150 спеціальностей і професій. До 2014 року в університеті навчалася молодь з різних регіонів України, Йорданії, Швеції, Болгарії, Азербайджану, Туркменістану, Катару, США. Університет повністю забезпечує висококваліфікованими кадрами освітню сферу східних регіонів країни.

### Історія
- докладніше про початки: Донецький інститут народної освіти (ДІНО)

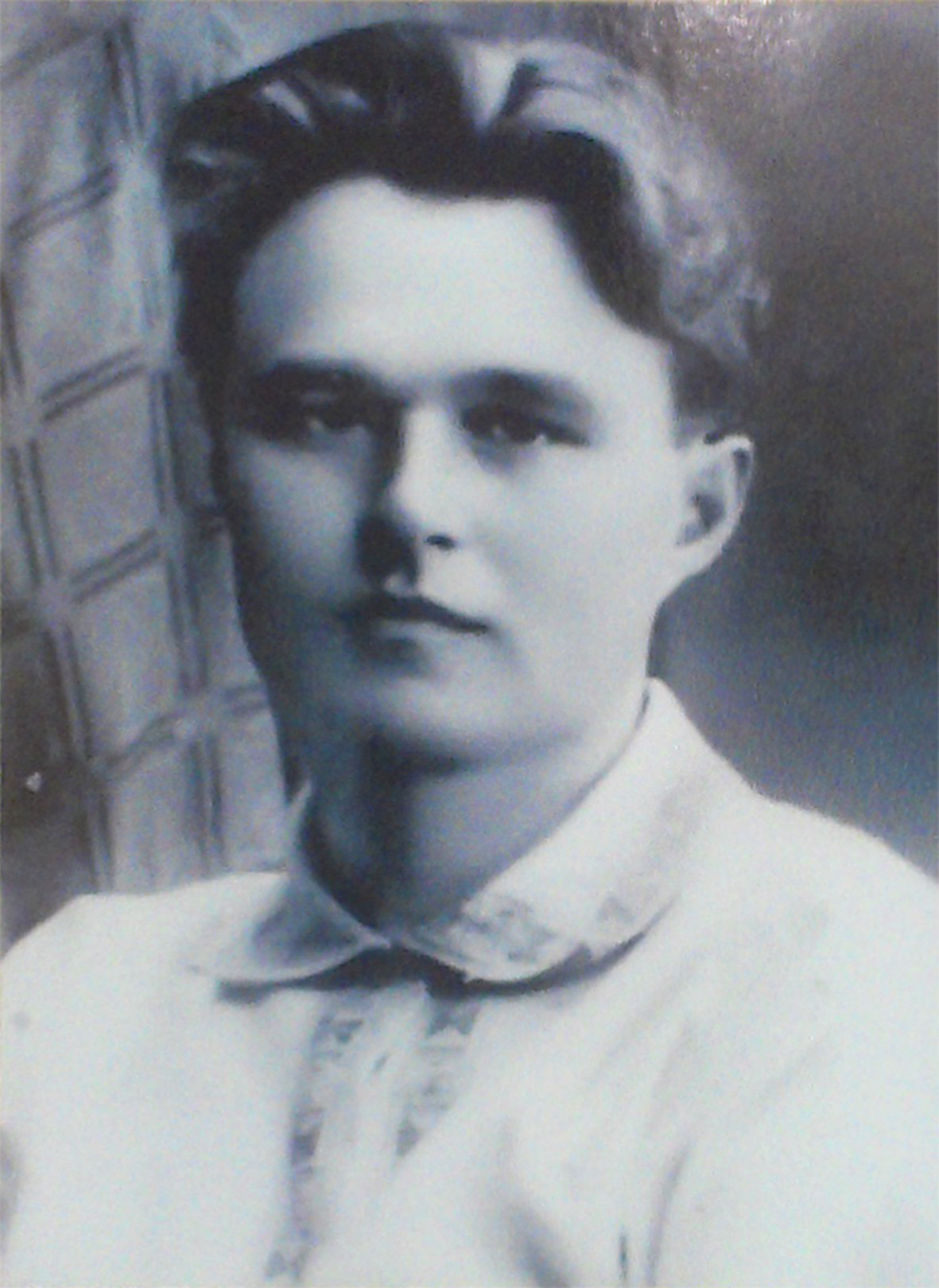
Сергій Грушевський, перший професор історії Донецького інституту народної освіти

Університет бере початок з 1921 р. (1 березня), коли в селі Маломиколаївка Попаснянського (нині Антрацитівський) району було організовано перші в регіоні вчительські курси. Згодом вони переїхали до Луганського, і до них було приєднано (до Луганського Робфаку) єнакіївські вчительські курси. Протягом 1922-1923 років навчальний заклад діяв як губернські [вчительські] курси в містечку Бахмут, тодішньому губернському центрі.
Восени 2003 р. курси знову переїхали до Луганського, і 1 січня 1924 року відбулося офіційне відкриття ДІНО (Донецький інститут народної освіти) (Курило, Климов, 2006; Климов, 2010). ДІНО проіснував з 1924 до середини 1934 р., коли його було реорганізовано у Ворошиловградський державний педагогічний інститут. У 1933 році до складу ДІНО приєднано розформований у селищі Сталіне (сучасний Донецьк) Сталінський інститут народної освіти.
У квітні 2008 року Луганський національний педагогічний університет імені Тараса Шевченка (ЛНПУ) був перетворений у класичний виш, який відтоді має назву «Луганський національний університет імені Тараса Шевченка» (ЛНУ).
Під час російсько-української війни 2014 р. університет був змушений згорнути роботу в Луганську та переміститись до Старобільська, де вже існував його відокремлений підрозділ. У виші зуміли зберегти «всі спеціальності та напрями підготовки, бюджетні місця для студентів, аспірантів, докторантів». 1 вересня 2014 р. на базі Старобільського факультету майже у повному складі запрацював ректорат, науковий відділ, директори та декани інститутів й факультетів, професори та доценти кафедр.
Водночас навчальні корпуси, гуртожитки та інші споруди університету в Луганську захопили бойовики ЛНР і на його базі створили власний «педагогічний інститут». За повідомленням керівництва Луганського національного університету імені Тараса Шевченка, це — «фіктивний заклад…, який не спроможний забезпечити студентів якісною освітою через відсутність належного науково-педагогічного складу, навчально-методичної літератури та… дипломами державного зразка».
У березні 2022 р. у зв'язку з новою активною фазою російського вторгнення в Україну і окупацією значної частини Луганської області управління Університетом тимчасово перенесено до м. Полтава, де з 2014 р. знаходились факультет та інститут закладу.

### Хронологія назв
- Вищі губернські курси, з центром в Бахмуті (1922—1923)
- Вищі губернські курси, з центром в Луганському (1923—1924)
- Донецький інститут народної освіти (ДІНО) (1924—1934 роки) (на початку 1920 року Луганське було центром Донецької губ., потім Бахмут і знову Луганське)
- Ворошиловградський педагогічний інститут (1935—1958, 1970—1990 роки)
- Луганський педагогічний інститут (1958—1970, 1990—1993 роки)
- Луганський педагогічний інститут при Східноукраїнському університеті (1993—1998 роки)[3]
- Луганський державний педагогічний університет імені Тараса Шевченка (1998—2008 роки)
- Луганський національний університет імені Тараса Шевченка (з 2008 року)

### Нагороди

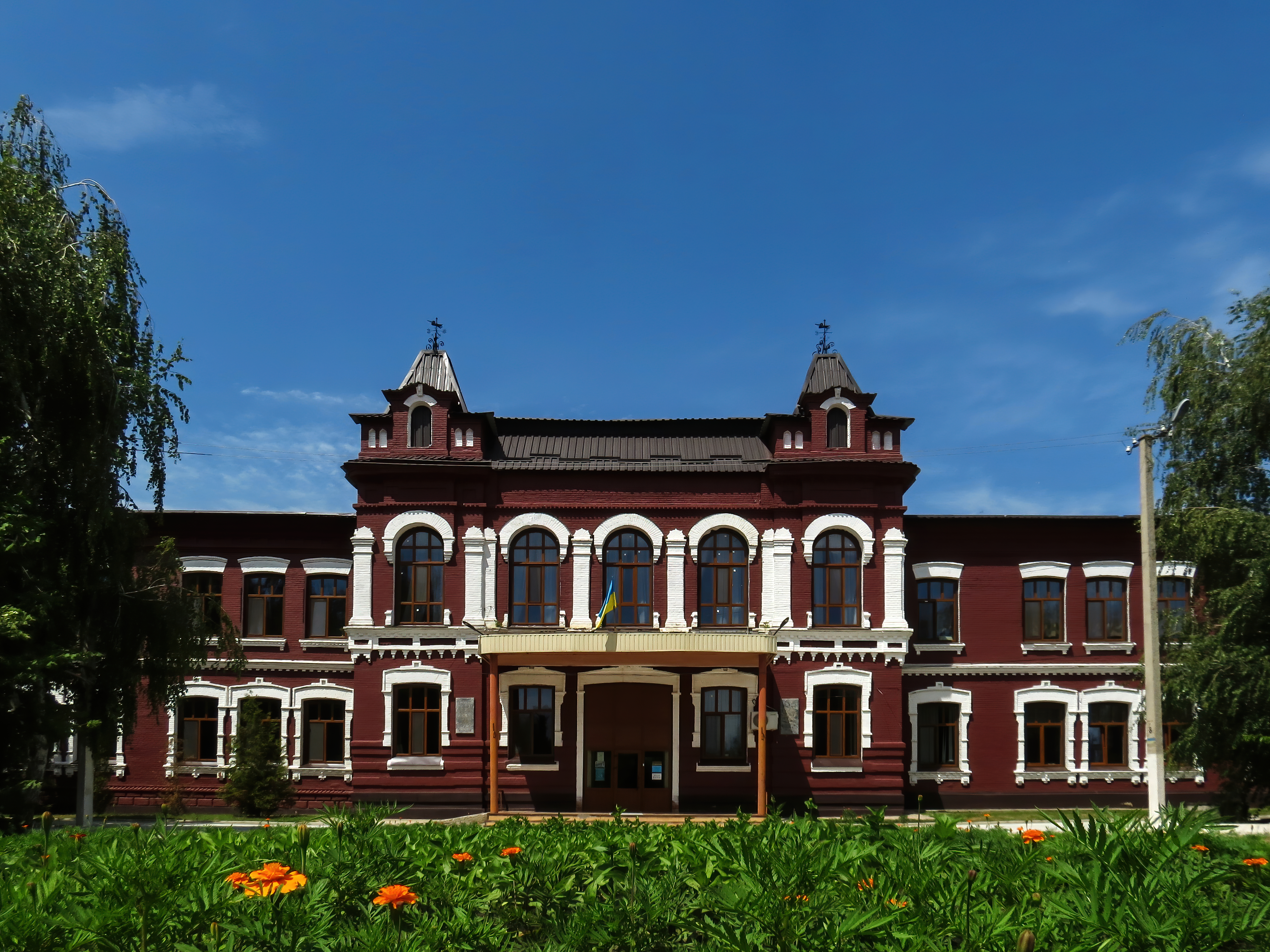
Будівля Катерининської жіночої гімназії (поч. XX ст.), Старобільського державного учительського інституту (1940—1954), Старобільського факультету ЛНУ ім. Тараса Шевченка

Луганський національний університет імені Тараса Шевченка завжди був і залишається лідером освіти й науки, центром культурного розвитку східноукраїнського регіону. 
Університет визнано лідером у різних номінаціях Міжнародного Академічного рейтингу «Золота Фортуна», ЛНУ — володар п'яти медалей Міжнародної виставки навчальних закладів «Сучасна освіта в Україні» за інноваційність, актуальні наукові розробки, якість освіти. Університет неодноразово здобував високе звання й статус «Лідер сучасної освіти», визнавався найкращим спортивним закладом України. У 2007 році ЛНУ відзначено золотою медаллю десятої ювілейної виставки «Сучасна освіта в Україні — 2007» за «Упровадження досягнень педагогічної науки в освітню практику» (На медалі, виготовленій із золота 583 проби, зображена Муза педагогіки).
Команда експертів Європейської асоціації університетів, провівши незалежне оцінювання університету, визнала ЛНУ центром демократичних реформ, що пропонує абітурієнтові освітні послуги високої якості. Комісією ЄУА підтверджено європейську конкурентноздатність диплому Луганського національного університету. Було відзначено високий рівень використання новітніх інформаційних технологій у навчальному процесі, потужний науковий потенціал навчального закладу.
ВНЗ протягом останніх семи років залишається серед кращих вишів країни за підсумками рейтингу ТОП-200 Україна, випереджаючи всі інші луганські виші. Університет неодноразово було визнано лідером у різних номінаціях Міжнародного Академічного рейтингу „Золота Фортуна”. На VII Міжнародній виставці „Сучасні заклади освіти – 2016” ЛНУ імені Тараса Шевченка отримав золоті медалі в тематичних номінаціях „Психосоціальна підтримка дітей і молоді, що знаходяться в складних життєвих ситуаціях” та „Використання комплексу сучасних засобів ІКТ, програм і рішень для підвищення якості освіти”.
ЛНУ — єдиний університет, що успішно пройшов процедуру зовнішнього оцінювання внз та підтвердив свій міжнародний статус. В Університеті продовжується робота з оптимізації навчального процесу, науково-дослідної діяльності, іде інтенсивне реформування та впровадження принципів демократії. ЛНУ — єдиний вищий навчальний заклад у регіоні, який є дійсним членом Міжнародної асоціації університетів.

### Партнери
Університет має численних партнерів серед провідних вищих навчальних закладів світу. Зокрема в Австрії, Білорусі, країнах Близького Сходу, Естонії, Китайській народній республіці, Латвії, Нідерландах, Російській Федерації, США, Франції, Японії.
Студенти, аспіранти й викладачі ЛНУ регулярно проходять стажування, практику в цих країнах, беруть участь у робочих та стипендіальних програмах, залучаються до програм наукового обміну, мають змогу навчатись закордоном упродовж кількох семестрів. У 2006 році Університет став учасником програми Tempus у спільному з консорціумом європейських вишів проєкті, спрямованому на створення Центру з реабілітації інвалідів у Криму (Проєкт JEP _27249_2006).
На сьогодні з ініціативи ЛНУ на базі вищих навчальних закладів Китайської народної республіки відкрито ряд Центрів української освіти, науки й культури. Виш співпрацює з відомими науково-освітніми осередками, як Віденська консерваторія (Австрія), Коледж Томаса Мора (США), Академія Орлеан-Тур (Франція) тощо.

## Навчальні та наукові підрозділи

### Структурні підрозділи університету
Сьогодні Луганський національний університет імені Тараса Шевченка — це великий навчально-науково-виробничий комплекс, у складі якого діють вісім інститутів, три факультети, 6 коледжів.

#### Інститути
При ЛНУ діють вісім інститутів:
- Навчально-науковий інститут економіки та бізнесу,
- Навчально-науковий інститут культури і мистецтв,
- Навчально-науковий інститут фізичного виховання і спорту,
- Навчально-науковий інститут публічного управління, адміністрування та післядипломної освіти,
- Навчально-науковий інститут торгівлі, обслуговуючих технологій та туризму;
- Навчально-науковий інститут історії, міжнародних відносин та соціально-політичних наук,
- Навчально-науковий інститут педагогіки і психології,
- Навчально-науковий інститут фізики, математики та інформаційних технологій

#### Факультети
При ЛНУ діють три факультети:
- факультет іноземних мов,
- факультет природничих наук,
- факультет української філології та соціальних комунікацій;

#### Бібліотека

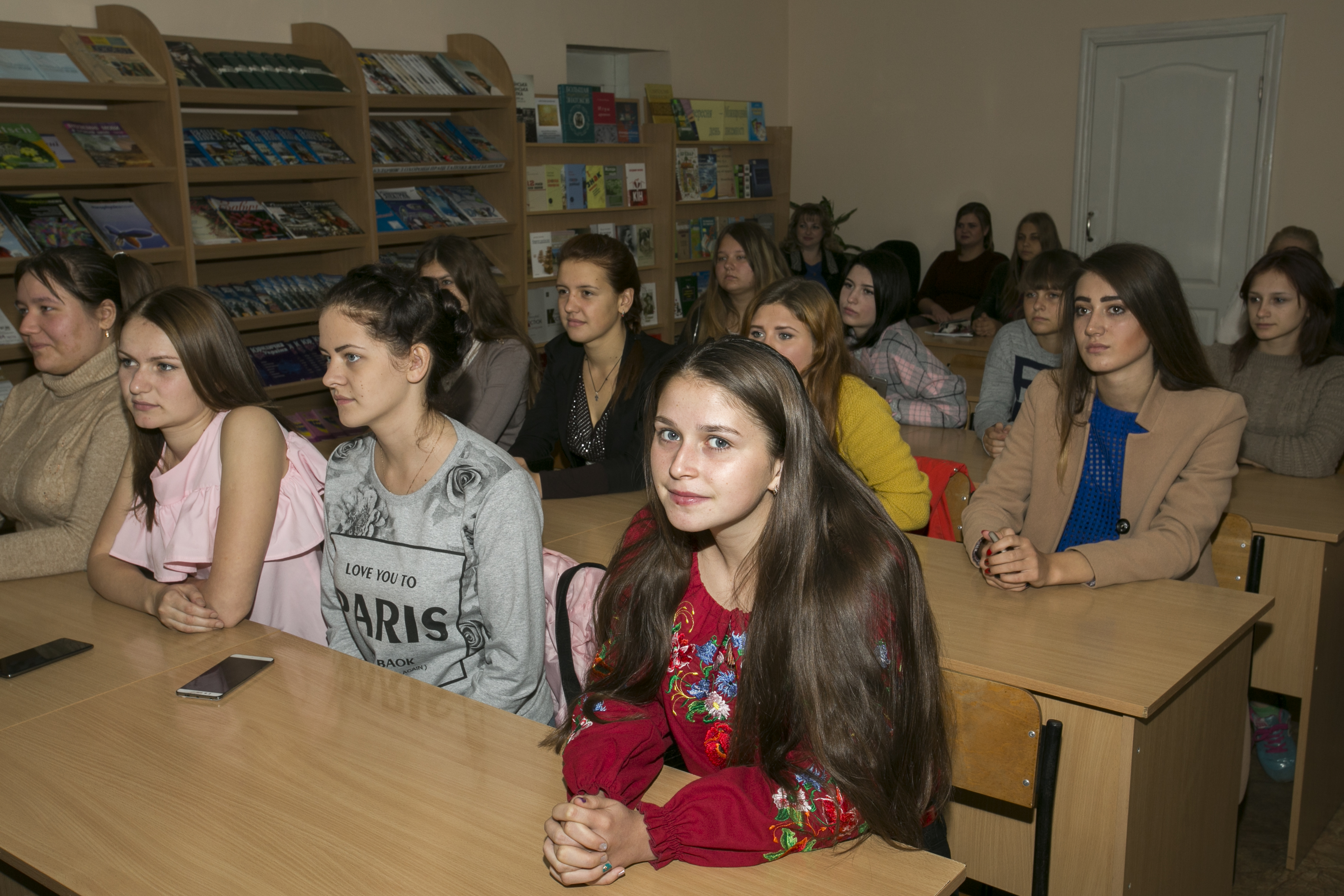
Учасники конкурсу до Всеукраїнського дня бібліотек (2017) у Луганському національному університеті імені Тараса Шевченка

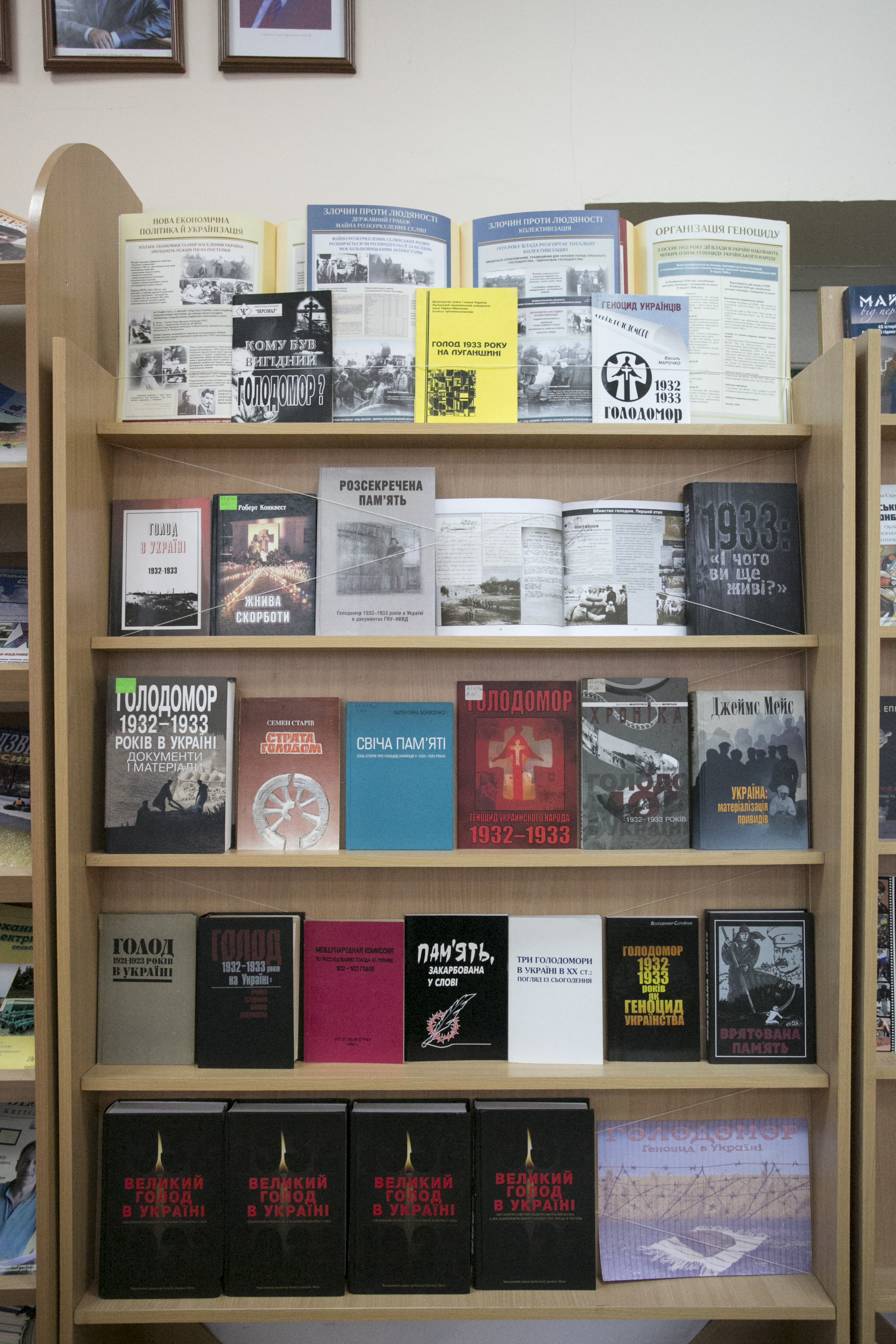
Книжкова виставка у бібліотеці Луганського університету імені Тараса Шевченка присвячена Голодомору. Листопад 2017 рік.

Бібліотека університету була створена одночасно з ДІНО – Донецьким інститутом народної освіти (стара назва університету) в 1921 році.Вона пережила дві евакуації в часи нацистської окупації. До вересня 2014 р. фонд бібліотеки налічував близько 630 тисяч примірників книг. Бібліотекою користувалося понад 16 тисяч читачів. Щорічна кількість книговидач – понад мільйон документів на рік. Приміщення бібліотеки було розташовано в другому навчальному корпусі університету, побудованому спеціально для бібліотеки, з урахуванням специфіки роботи. Обслуговували читачів на абонементі й у читальному залі. Крім того, бібліотека мала електронний читальний зал. Представлені відомості вказують на те, що бібліотека ЛНУ була однією з найбільших бібліотек м. Луганська.
Однак, бібліотека разом з університетом втретє переживає тимчасову окупацію, основний фонд бібліотеки на сьогодні втрачено. Але ведеться робота з його відновлення. У цьому бібліотеці допомагають її друзі і колеги, які надсилають електронні варіанти книг, підручників, посібників. Не залишили бібліотеку без підтримки й інші виші України, які допомагають друкованими варіантами підручників, посібників та інших.
Сьогодні Наукова бібліотека ЛНУ працює на території колишнього Старобільського факультету.
Бібліотека є універсальною, багатогалузевою. Найбільш повно представлений фонд педагогічної літератури, а також літератури галузевої спрямованості факультетів і спеціальностей: філологічного, фізико-математичного, природничо-географічного, історичного, економічного та інших.

#### Відокремлені підрозділи
- три відокремлені факультети в Луганській області:

 — у Ровеньках (Ровеньківський відокремлений факультет),
 — у Старобільську (Старобільський відокремлений факультет),
 — у Стаханові (Стахановський відокремлений факультет),
- Рубіжанський політехнічний коледж імені О. Є. Порай-Кошиці;
- Алуштинський навчально-консультаційний центр,
- коледжі:

 — Лисичанський педагогічний коледж,
 — Стахановський педагогічний коледж,
 — Брянківський технолого-економічний технікум,
- ліцеї:

 — Луганський професійний торгово-кулінарний ліцей,
 — Луганський обласний ліцей,
 — професійний ліцей,
- навчально-виховний комплекс (початкова школа, гімназія) «Дитяча Академія»,
- спеціалізована музична школа для обдарованих дітей,
- Німецький культурно-мовний центр Ґете-Інституту,
- Центр Інституту Конфуція[5],
- Центр інноваційних технологій,
- Центр педагогічних інновацій,
- Інститут Грінченкознавства,
- Українсько-канадський центр «Відродження»[6].

### Викладацький склад
Навчальний процес у базовому навчальному закладі забезпечують понад 1000 педагогів — кандидати, доктори наук, професори, академіки українських і закордонних академій наук.
Команда ЛНУ постійно працює над тим, щоб створити найкращі умови для стрімкого інтелектуального росту своїх педагогів і випускників.
Щороку університет випускає понад 3000 фахівців для різних галузей і сфер суспільної діяльності.

### Науково-дослідні підрозділи

Емблема лабораторії екології тварин та біогеографії «Корсак»

Університет орієнтується на розвиток фундаментальних і прикладних наукових досліджень. З 2002 року в ЛНУ функціонує відділення Міжнародної академії наук педагогічної освіти, завдяки чому сьогодні відкриті перспективи плідного співробітництва, обміну досвідом, організації інтерактивного наукового діалогу з провідними вченими світу.
На базі ЛНУ діють філії п'яти інститутів Національної академії наук України (напрямки: фізико-технічний, археологічний, літературознавчий, економіка промисловості, математика і механіка), філія Академії педагогічних наук України, а також 9 науково-дослідних центрів й 6 науково-дослідних лабораторій. Зокрема, в числі наукових підрозділів активно діють:
- Філія Донецького фізико-технічного інституту ім. А. А. Галкіна
- Філія Інституту прикладної математики та механіки НАН України
- Філіал Інституту економіки промисловості НАН України
- Східний філіал Інституту літератури ім. Т. Г. Шевченка НАН України
- філія Академії педагогічних наук України
- Лабораторія екології тварин і біогеографії (Лабораторія «Корсак»)

## Наукові дослідження

### Фізико-технічні й математичні галузі
Співробітниками Філії Донецького фізико-технічного інституту ім. А. А. Галкіна ведуться спільні наукові дослідження з Institut fur Festkorper-und Werkstofforschung Dresden, Інститутом фізики Польської академії наук та ін. Результати наукової роботи використовуються для розробки технологій, які передбачається впровадити в промисловості регіону. Зокрема, алмазне покриття для зміцнення поверхневого шару інструментальних матеріалів, магніторезистивний датчик для використання транспортного будування. Результати теоретичних та експериментальних досліджень публікуються в провідних закордонних та вітчизняних виданнях і залучаються для написання докторської та кандидатських робіт.
Результати наукової роботи Філії Інституту прикладної математики і механіки НАН України популяризуються на вітчизняному рівні, а також користуються попитом наукового товариства Росії, Франції, Бразилії.
- див. також: Донецький фізико-технічний інститут імені О. О. Галкіна
- див. також: Інститут прикладної математики і механіки НАН України

### Дослідження в галузі економіки
Філіал Інституту економіки промисловості НАН України працює над темою «Управління розвитком старопромислових регіонів України в умовах виходу з трансформаційної кризи». Підтримує ділові контакти з Господарською академією ім. Д. А. Ценова у м. Свіштові (Болгарія), Бєлгородським державним університетом, Харківським національним економічним університетом (ХНЕУ). Науковці підготували ряд рекомендаційних документів, що були розглянуті в Комітеті з питань науки і освіти Верховної Ради України, їх основні положення отримали позитивну оцінку та будуть використовуватися при розробці законодавчих документів та рекомендацій в напрямку розвитку та підтримки підприємництва.

### Дослідження в галузі екології і природознавства
Лабораторія екології тварин та біогеографії (лабораторія Корсак) реалізує кілька проєктів, з яких найвідомішим в регіоні є «Раритетна фауна Сходу України». Здобутки лабораторії висвітлюються на тематичному сайті «Екологія та охорона природи на сході України»  [Архівовано 1 травня 2009 у Wayback Machine.]. За підсумками цих досліджень 2007 року впорядковано і затверджено на сесії Обласної ради Червоний список тварин, що потребують охорони на території Луганської області, а 2010 року (у зв'язку з новим виданням Червоної книги України) — поновлену версію цього переліку. Особливу увагу Лабораторія приділяє вивченню географічного поширення й біотопної приуроченості рідкісних видів хребетних та визначенню географічних центрів високої концентрації раритетних видів тварин як основи створення нових заповідних об'єктів і регіональної екомережі. 2012 року проведено дві великі конференції, організовані Лабораторією «Корсак» — всеукраїнську «Динаміка біорізноманіття» та регіональну «День зоологічного музею».
- див. також: Лабораторія «Корсак»
- див. також: Раритетна фауна Луганщини
- див. також: Дослідники природи сходу України

### Дослідження в галузі літературознавства та мовознавства

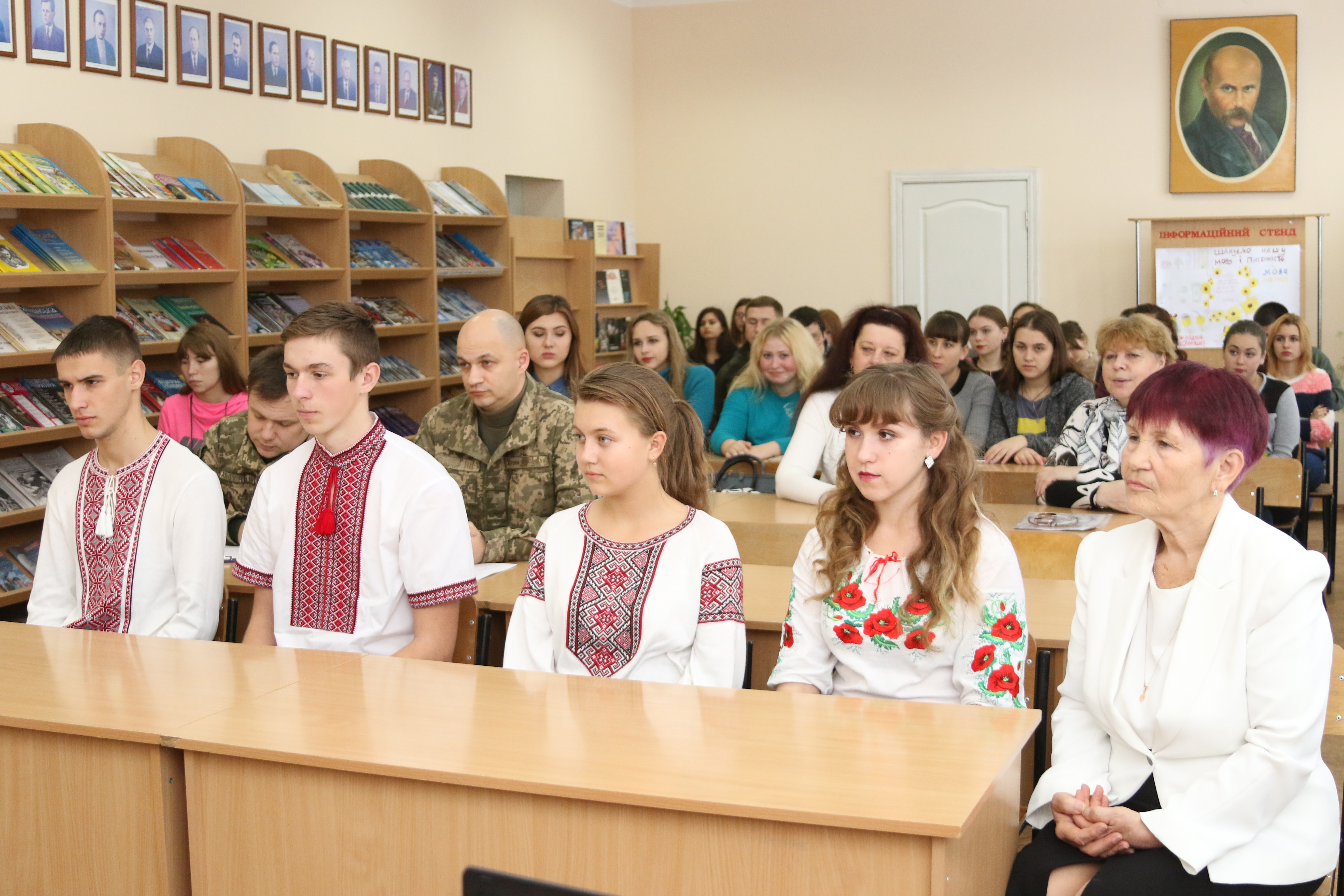
Під час Всеукраїнської конференції "Слобожанська беседа" у 2017 році

У рамках діяльності Східного філіалу Інституту літератури ім. Тараса Шевченка НАН України з метою зміцнення національно-культурних та наукових зв'язків встановлено контакти з Інститутом Тараса Шевченка (м. Оренбург), українським товариством «Перевесло» (м. Воронеж). До роботи залучаються ресурси Луганського обласного краєзнавчого музею.
- див. також: Інститут літератури імені Тараса Шевченка НАН України

### Спеціалізовані вчені ради при ЛНУ
Створення на базі Луганського національного університету потужного наукового комплексу, а також робота при університеті дисертаційних рад дозволяє залучати до навчального процесу найкращі професорсько-викладацькі кадри, еліту вітчизняної і закордонної науки.
Загалом при університеті діє сім Спеціалізованих вчених рад, переважно за основними педагогічними спеціальностями, а також за філологічною спеціальністю «українська мова».

## Матеріально-технічна база

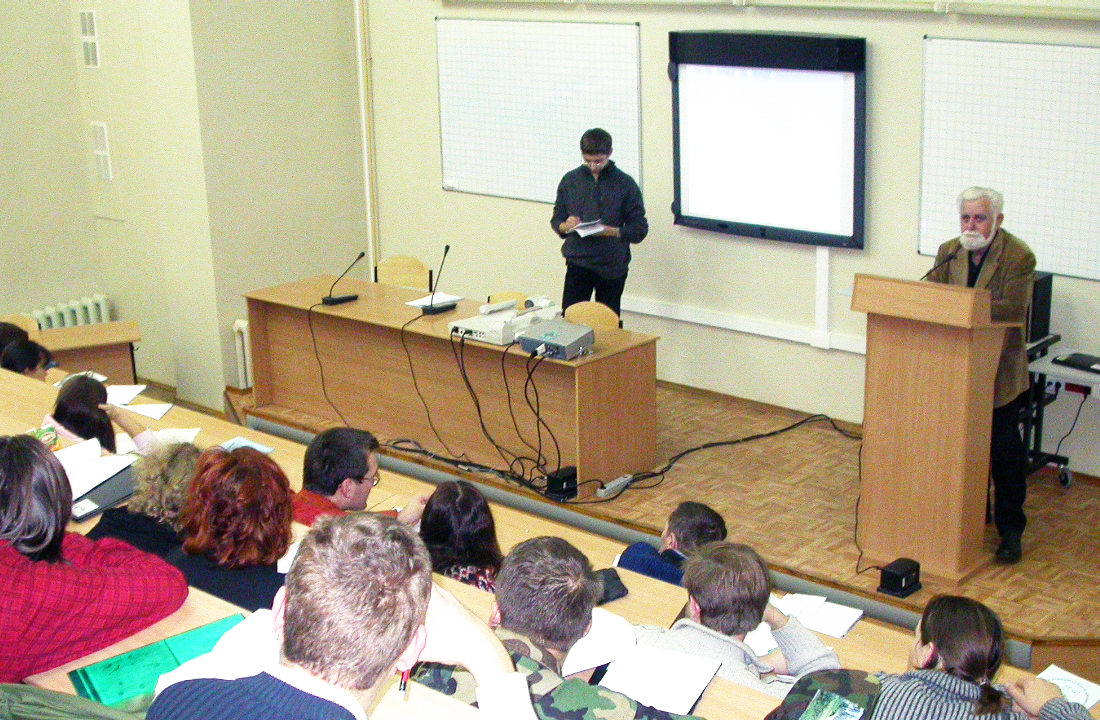
Наукова сесія в мультимедійному центрі ЛНУ (засідання 12 Теріологічної школи)

### Корпуси та кампуси
- 3 навчальних корпуси;
- 7 гуртожитків;
- спортивний корпус;
- навчальні майстерні;
- 3 бібліотеки;
- центр побутового обслуговування;
- їдальня;
- 3 кав'ярні;
- кафе;
- 2 магазини;
- санаторій-профілакторій;
- парк-музей давнього каменерізного мистецтва;
- церква.

До послуг студентів та науковців база даних електронного каталогу патентної та науково-технічної інформації (ЦНТІ), бібліотека з п'ятьма модернізованими читальними залами, оснащеними електронними каталогами, і фондом понад 600 тис. видань, до якого входять найсучасніші підручники та посібники, авторами багатьох із яких є викладачі ЛНУ.
В Університеті приділяється увага впровадженню сучасних інформаційних технологій. Університет повністю вирішив складну технічну проблему програмного забезпечення для потреб адміністрування, навчального процесу, організації роботи структурних підрозділів та наукових центрів. Факультети, інститути й основні підрозділи Університету використовують автоматизовану систему керування, у найближчих планах — перейти до використання електронних екзаменаційних відомостей з електронним підписом. В роки існування вступних сесій екзамени вступні тестування проводили в обладнаних комп'ютерних класах за програмами, розробленими викладачами вишу.
Комп'ютерний парк ЛНУ становить понад півтори тисячі машин, працює 2 мультимедійні аудиторії, незабаром буде введено в експлуатацію ще 3 таких комплекси. Структурні підрозділи університету об'єднані у локальну мережу, яка спроєктована та змонтована Центром інформаційних технологій ЛНУ. Експлуатація оптичного волокна робить максимально ефективним використання ресурсів Інтернет, що університет отримує завдяки власному широкосмуговому супутниковому каналу.

### Готель «Університетський»
Готель «Університетський» є навчально-виробничим відділом ЛНУ імені Тараса Шевченка, який створено за наказом ректора університету 15 вересня 2004 року. Готель використувується як основна база практики для студентів 1-5 курсів спеціальності «Готельне господарство». Крім того, на сьогодні відділ функціонує як повноцінний готель і може приймати гостей Луганська з інших міст України та іноземних громадян.
Місцезнаходження готелю «Університетський»: Україна, 91011, м. Луганськ, вул. Херсонська, 5.

### Біостанції університету
При університеті діють дві біостанції:
- біостанція та навчально-польовий табір Ново-Ільєнко (біля зупинного пункту Іллєнко Станично-Луганського району)
- біостанція та рекреаційний центр «Іванівка» (біля с. Іванівка Антрацитівського району).

Тут проходять польові практики студентів спеціальностей «екологія», «біологія» та в окремі роки «садово-паркове господарство». Біостанція є місцем постійних і багаторічних спостережень за біорізноманіттям регіону. Тут також проводять польові навчання в рамках природничих конференцій, таких як «Теріологічна школа», «Дослідження птахів басейну Дінця», «Динаміка біорізноманіття» тощо.
- докладніше див.: Біостанція Ново-Іллєнко

## Музеї та колекції університету

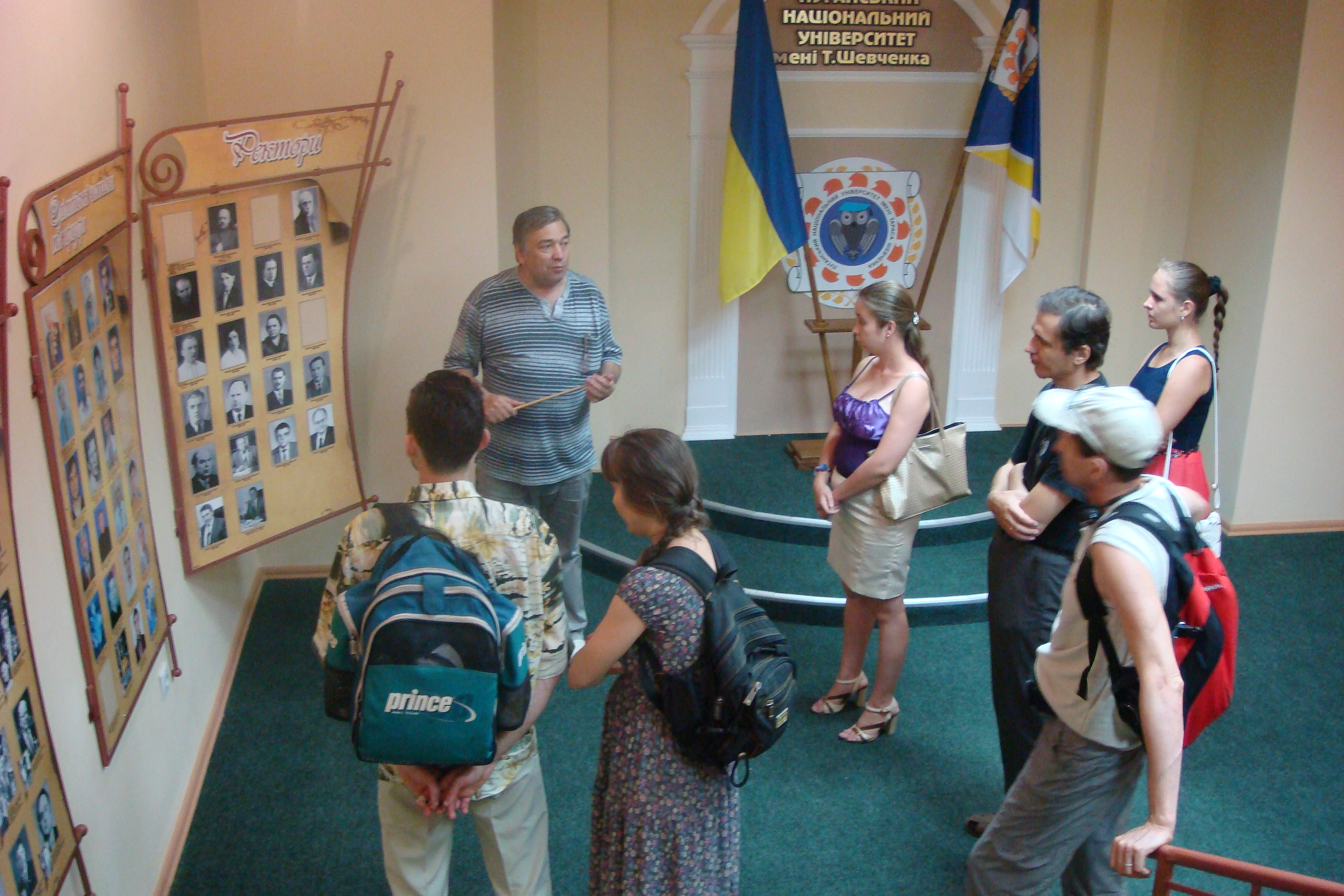
В Музеї історії Луганського університету: екскурсію для учасників вікі-семінару веде Володимир Семистяга

При університеті діє навчально-науково-екскурсійний комплекс, який включає кілька природничих музеїв, археолого-еннографічний комплекс та ботанічний сад. З природничих музеїв в університеті працюють:
- зоологічний (найдавніший музей університету),
- геологічний,
- анатомічний,
- зимовий сад.

При університеті діє астрономічна обсерваторія.

#### Парк-музей давнього каменерізного мистецтва

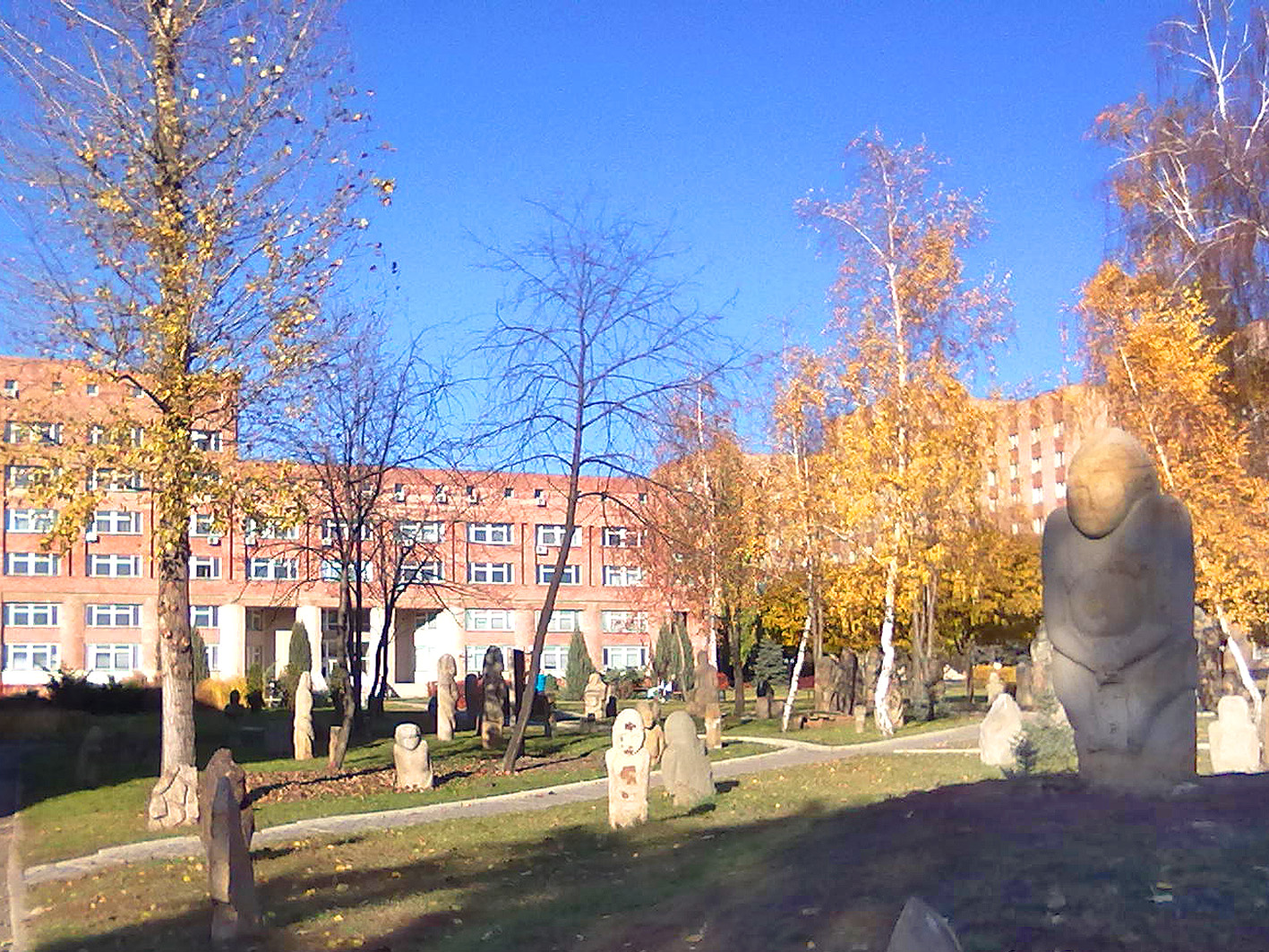
Парк-музей кам'яних баб на території кампусу ЛНУ

Археолого-етнографічний музейний комплекс університету має статус Національного надбання України і включає парк-музей давнього каменерізного мистецтва (понад 70 скульптур, які не мають аналогів у світі). Історико-археологічні роботи, які здійснюються під егідою Східноукраїнської філії Інституту археології НАН України, дозволяють регулярно поповнювати цю унікальну скарбницю новими експонатами. Щоліта під керівництвом директора Філії Костянтина Красильникова проходить ряд археологічних експедицій у різних регіонах України. Зокрема, 2006 року у парку-музеї з'явились три нові екземпляри каменерізного мистецтва доби бронзи, раннього та пізнього середньовіччя, у фонд музею надійшло близько тисячі археологічних джерел.
- докладніше див.: Парк-музей кам'яних баб (Луганськ)

#### Паркова зона кампусу та ботанічний сад

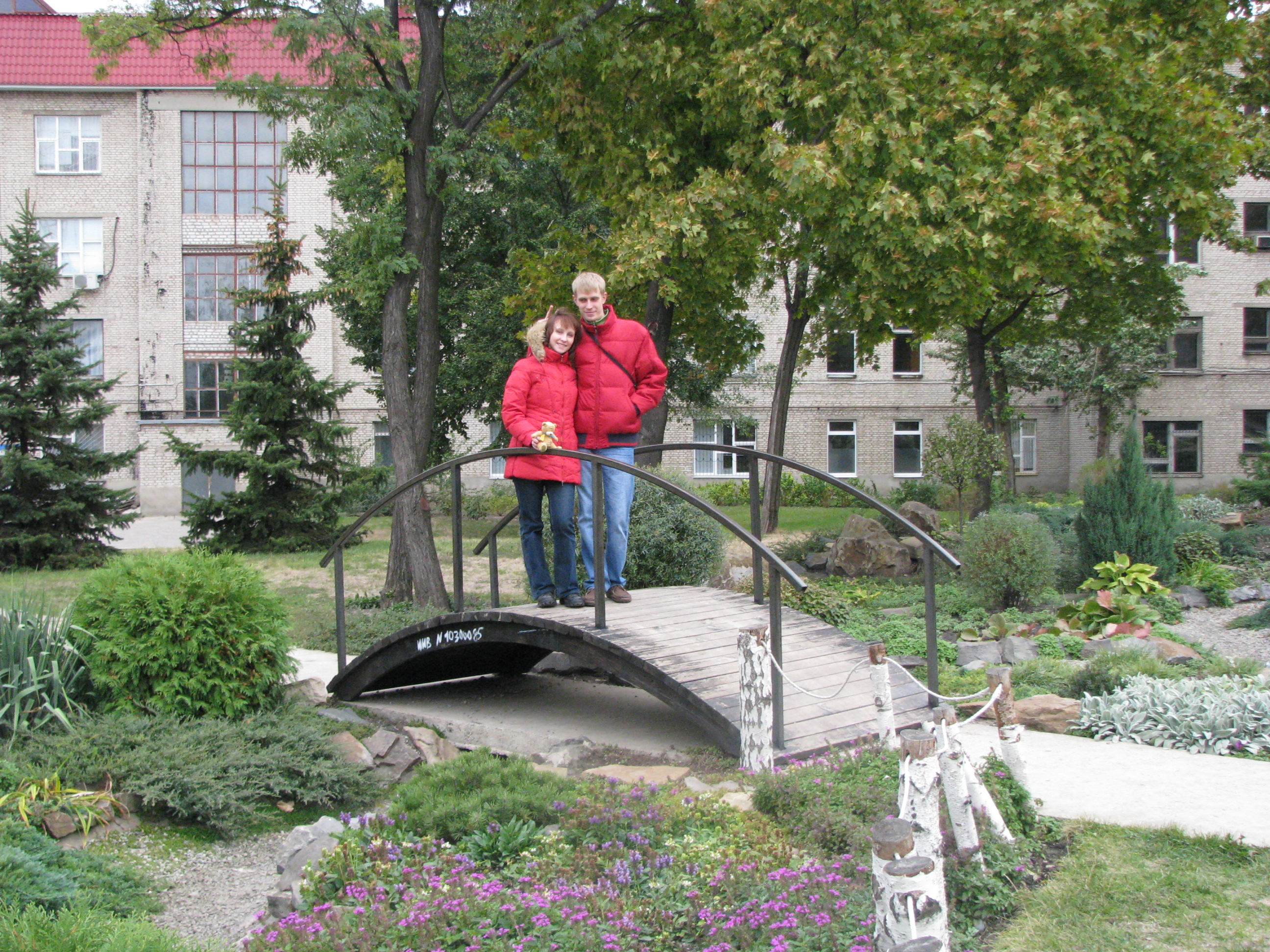
Паркова зона кампусу ЛНУ завжди приваблює гостей: «японський місток» та альпійська гірка восени

Територія університетського містечка є ландшафтним парком, в якому поєднуються і музей кам'яних баб, і альпійська гірка, і ставок, і доріжки з лавками для відпочинку, і малі архітектурні форми. Місток через струмок, що тече від альпійської гірки до невеличкого озела є найбільш мальовничим куточком території кампусу. Сюди завжди заходять есурсійні групи, приїжджають на фотосесії молодяка, фотографуються на згадку студенти і випускники.
До університетського комплексу входить Луганський ботанічний сад, ідея створення якого розроблена фахівцями кафедри садово-паркового господарства та екології, а з 2009 року ведеться власними штатами ботсаду спільно зі спеціалістами з озеленення території університету та зі співробітниками біостанції «Ново-Ільєнко».

### Зоологічний музей

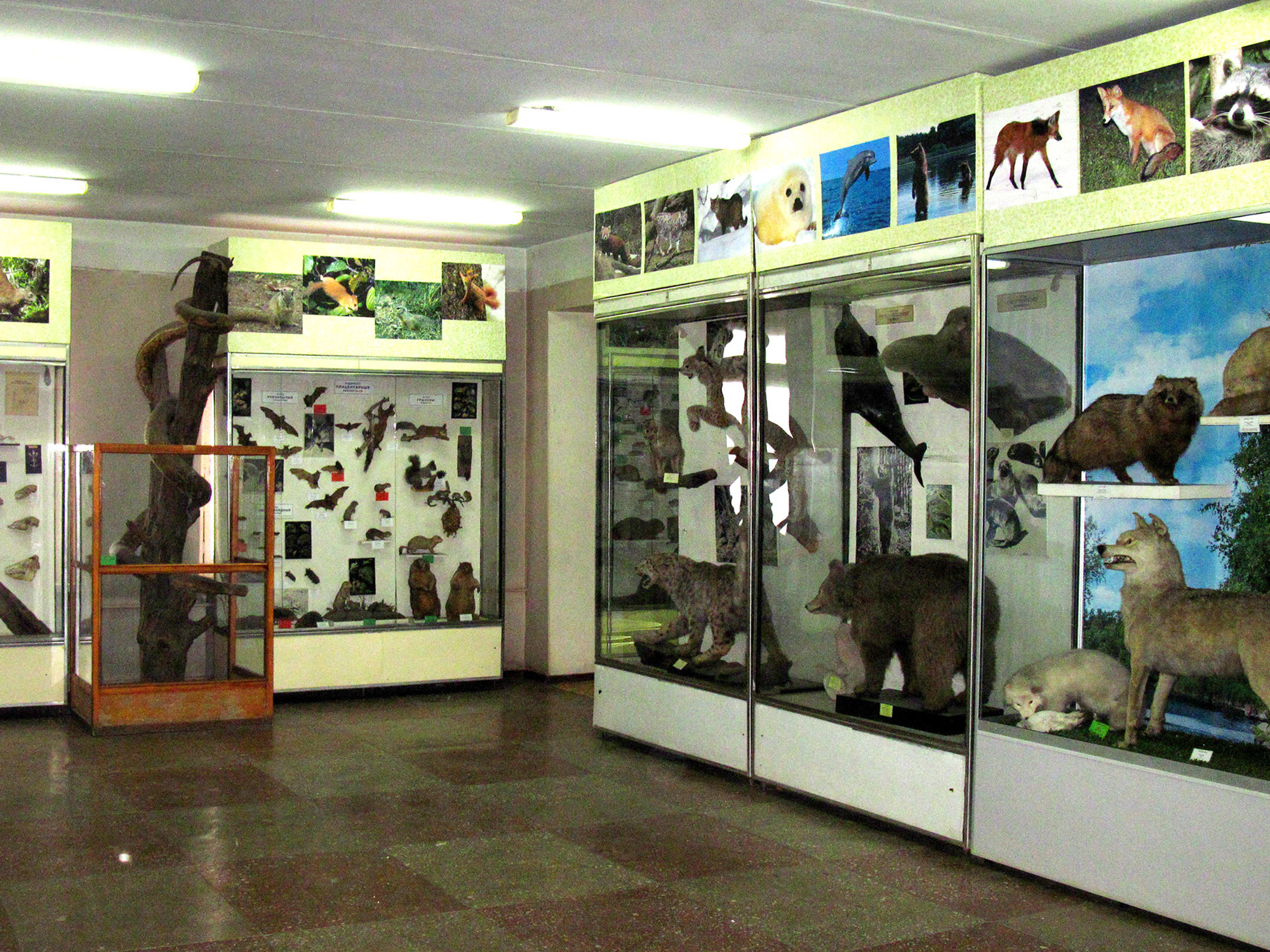
В експозиції Зоологічного музею ЛНУ

В університеті — один з найстаріших у вишах України зоологічний музей, заснований відомим зоологом та екологом Іваном Сахном. Музей існує з 1934 року як кабінет зоології, з 1938 р. як оформлений підрозділ з прикріпленими співробітниками (перший завідувач — Людмила Титаренко).
На сьогодні музей розташований у просторих приміщеннях ІІ корпусу, куди експозиція і фонди переїхали протягом 1971—1972 років. Експозиція музею включає 4 окремі зали, у тому числі зали безхребетних, нижчих хребетних (рибоподібні, амфібії та плазуни), птахів, ссавців. При музеї є колекційні фонди, у тому числі колекція вологих препаратів та остеологічна колекція.
- докладніше див.: Зоологічний музей Луганського університету.

### Галерея «вечірній університет»

корпус 1
корпус 2
корпус 3
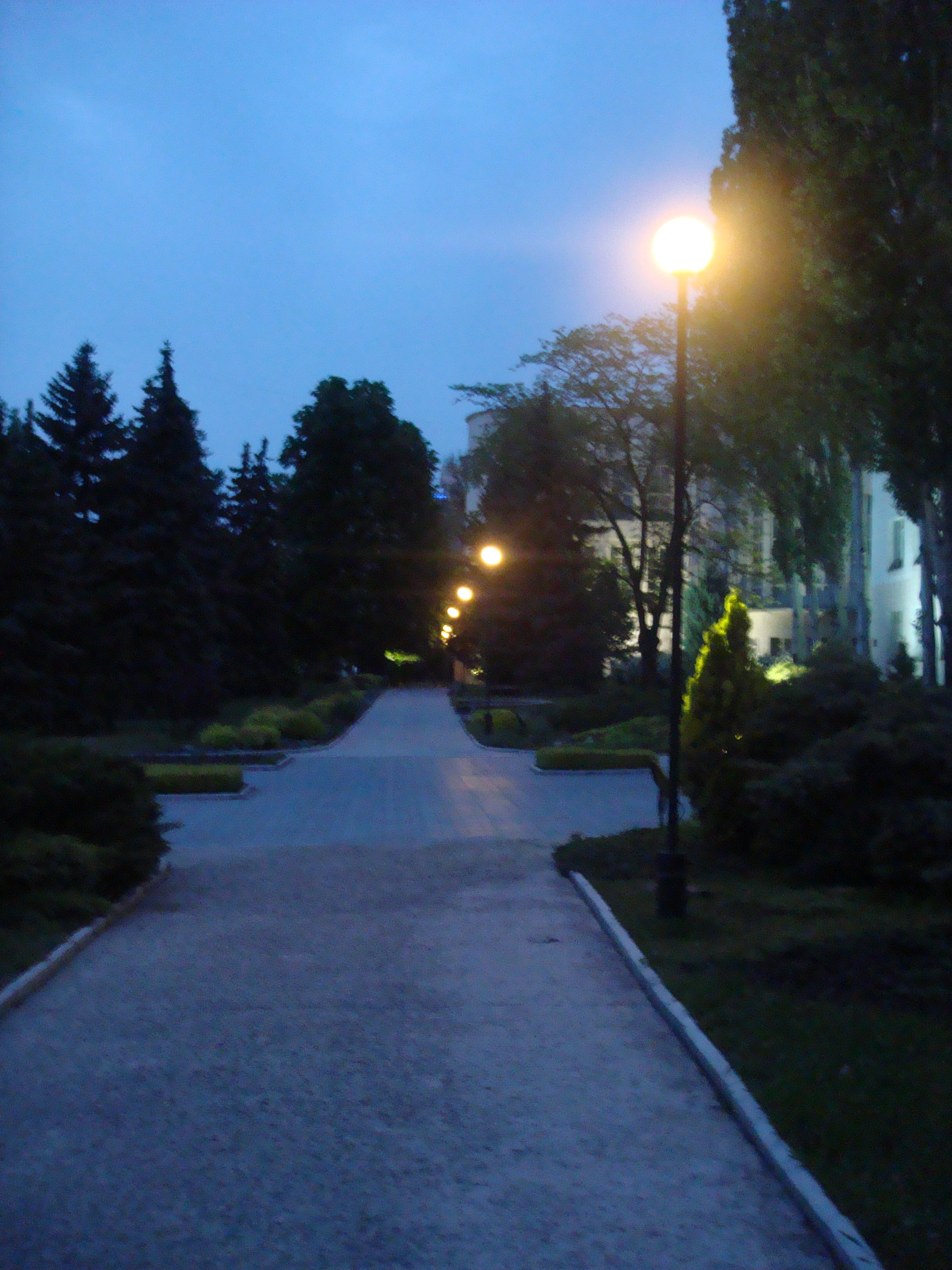
центральна алея
спорткорпус
гуртожиток

## Внесок у професійний спорт
Значний внесок Луганським національним педагогічним університетом зроблено у розвиток і становлення професійного спорту на Луганщині. За участі та сприяння керівництва вирішуються численні проблеми спортивних команд, талановитих спортсменів, тренерських колективів. Університет опікується питаннями фінансування й організації спортивних змагань регіонального, всеукраїнського, міжнародного рівнів за участю зірок спортивного олімпу Луганщини та формування в області відповідної матеріальної бази для проведення тренувань.
Інтереси спортивної еліти, професіоналів та початківців лобіюються на рівні Луганської обласної ради, Управлінь облдержадміністрації, Міністерства освіти й науки України тощо. Міжнародний успіх двох спортивних команд (чоловічої гандбольної «Буревісник» та жіночої волейбольної «Іскра-Педуніверситет»), олімпійські медалі, кубки світу, нагороди престижних спортивних змагань — це ще не повний перелік досягнень, які стали запорукою визнання Луганського національного університету найкращим спортивним навчальним закладом України.
В Університеті створено всі умови для реалізації спортивного потенціалу кожного студента: від професійного олімпійця до пересічної молодої людини, що прагне динаміки й сповідає здоровий спосіб життя. Це, у першу чергу, науково-методична та матеріальна база Інституту фізичного виховання й спорту ЛНУ. Університет має власний спортивний корпус та спортивну площадку для міні-футболу зі штучним покриттям. Студентські гуртожитки обладнані спортивними залами.
Елітний статус Університету створюється студентами ЛНУ, що поповнюють вишівську скарбницю винагород своїми Олімпійськими рекордами, дипломами лауреатів міжнародних конкурсів та змагань, фестивалів КВК, наукових конференцій та олімпіад, особистими відзнаками державного та міжнародного рівня. На честь наших студентів неодноразово лунали оплески в найкращих концертних залах Росії, Австрії, овації захоплених вболівальників у найпрестижніших спортивних центрах світу.

## Художня самодіяльність
Навесні 2006 року відбувся виступ студентського хору Інституту культури та мистецтв Луганського університету та симфонічного оркестру Луганської обласної філармонії у найкращій концертній залі Європи у Відні, двічі реалізовано унікальний австро-україно-турецький проєкт «Соляна симфонія» за участі тих же колективів. Восени 2006 року відбулись тижневі гастролі в Австрії, де студенти ЛНУ брали участь у проведенні Днів української культури.

## ЗМІ та видавнича діяльність

### ЗМІ та телестудія
Два рази на місяць виходить університетська багатотиражна газета «Новий погляд».
Університет має власну телестудію, оснащену сучасною телевізійною апаратурою. Тут студенти, що здобувають освіту за спеціальністю «Кіно-, телемистецтво», оволодівають знаннями й навичками, необхідними для виготовлення різноманітних телевізійних передач, відеороликів, документальних фільмів та підготовки їх до ефіру.
Роботи студентів, створені за участі колективу телестудії, демонструються державною телерадіокомпанією. Двічі студентські роботи були удостоєні перших премій регіонального конкурсу спортивних телепрограм «Світ спорту». Майже щотижня на телестудії готуються сюжети новин для обласних телевізійних каналів. Щороку близько ста майбутніх працівників телебачення й кіно вчаться в телестудії здійснювати відеозапис, монтувати, озвучувати відео, реалізуючи власні креативні ідеї. На базі телестудійного комплексу здійснюється ряд наукових досліджень.

### Фахові видання
Результати наукової роботи університету публікуються й популяризуються за допомогою університетського видавництва «Альма-матер» (стара назва, нині — «Вид-во ДЗ ЛНУ ім. Т. Шевченка») із власною поліграфічною базою.
Видавництво об'єднує творчі зусилля 8 наукових фахових журналів, унесених до переліку наукових фахових видань України, в яких можуть публікуватися результати дисертаційних робіт на здобуття наукового ступеня доктора і кандидата наук. Видаються:
- «Вісник Луганського національного університету імені Тараса Шевченка» (педагогіка, філологія, історія, біологія), ліцензований ВАК України,
- всеукраїнське науково-методичне видання «Освіта Донбасу»;
- літературне і наукове історико-філологічне видання «Бахмутський шлях»;
- всеукраїнські наукові і науково-методичні видання «Український математичний вісник», «Алгебра і дискретна математика», «Соціальна педагогіка: теорія і практика», «Лінгвістика», «Економічний вісник Донбасу».

### видання методичної літератури та підручників
Щороку виходять з друку понад 200 найменувань навчально-методичних посібників, підручників та монографій.
Незважаючи на складні часи, університет видає вісім наукових журналів, які внесено до переліку фахових видань України. Журнал „Algebra and Discrete Mathematics” входить до чотирьох баз даних: Scopus (імпакт-фактор журналу – 0,205), Mathematical review (США), Zentral Blat (Німеччина), Math-Net.ru. Журнал „Education and Pedagogical Sciences” включено до міжнародної бібліографічної і реферативної бази даних Ulrich’s Periodicals Directory (США).

## Відомі персони, пов'язані з університетом

### Випускники, співробітники університету та почесні доктори
- Борисова Ольга Василівна — доктор історичних наук, професор кафедри історії України Луганського національного педагогічного університету ім. Т. Шевченка, відомий історик і краєзнавець
- Висоцький Віктор Іванович (1941—2010) — краєзнавець та історик, випускник історико-філологічного факультету (1967).
- Гупан Нестор Миколайович — головний науковий співробітник лабораторії суспільствознавчої освіти Інституту педагогіки НАПН України, доктор педагогічних наук (2001), професор (2003).
- Зеленько Анатолій Степанович — український мовознавець, доктор філологічних наук, професор, завідувач кафедри української філології та загального мовознавства
- Курило Віталій Семенович — президент університету, заслужений працівник освіти України, академік Національної академії педагогічних наук України
- Олекса Неживий — мовознавець, доктор філологічних наук
- Пометун Олена Іванівна — доктор педагогічних наук, член-кореспондент Національної академії педагогічних наук України.
- Сікорська Зінаїда Степанівна — український лінгвіст, педагог.
- Анатолій Ширшов — математик зі світовим ім'ям, доктор наук.
- Янко Микола Тимофійович — відомий краєзнавець, випускник педінституту близько 1950 року.
- Самарцев Володимир Іванович — співак, народний артист України.

### Визначні науковці, пов'язані з ЛНУ

#### Галузь природничих наук
- Бойко Михайло Федосійович — випускник педінституту 1970 р., доктор біологічних наук, професор, Заслужений діяч науки і техніки України, професор кафедри ботаніки Херсонського державного університету, відомий ботанік, бріолог та еколог;
- Денщик Валерій Анатолійович (1956—2010) — біолог (зоолог, еколог, природоохоронець), співробітник педінституту;
- Кондратенко Олександр Вікторович (1974—2004) — біолог (зоолог, еколог, природоохоронець);
- Перегрим Микита Миколайович — ботанік, фітоценолог, випускник педуніверситету 2002 року;
- Самчук Микола Данилович (1934 р.н.) — біолог (зоолог, орнітолог, педагог), завідувач кафедри зоології педінституту протягом 1986—1996 рр., почесний професор університету;
- Сахно Іван Іванович (1904—1984) — біолог (зоолог, еколог, педагог), завідувач кафедри зоології педінституту протягом 1938—1969 рр., засновник зоологічного музею ЛНУ;
- Ситник Костянтин Меркурійович — випускник педінституту 1949 р., академік Національної академії наук України, почесний директор Інституту ботаніки ім. М. Г. Холодного, доктор біологічних наук, професор, відомий біолог, еколог та громадський діяч;
- Факторович Павло Маркович (1881—1952) — біолог (зоолог, фізіолог, медик)

#### Галузь сільськогосподарських наук
- Конопля Микола Іванович — селекціонер кукурудзи, доктор сільськогосподарських наук, колишній завідувач кафедри біології.
- Шевченко Анатолій Михайлович — селекціонер гороху, академік Національної академії аграрних наук України, завідувач кафедри СПГ та екології.

### Відомі митці, спортсмени
- Безрук Віктор Олексійович — український футбольний функціонер. Голова Луганської обласної федерації футболу, член Президії Федерації футболу України.
- Олександр Дорошенко — дворазовий чемпіон Паралімпійських ігор.
- Воробйов Олександр Сергійович — заслужений майстер спорту, бронзовий призер Олімпійських Ігор, член збірної команди України зі спортивної гімнастики.
- Каменюка Микита Олександрович — гравець Луганської футбольної команди «Зоря».
- Козлов Дмитро Олександрович — ведучий кінодраматург студії «Квартал-95».
- Удовенко Олександр — композитор студії «Квартал — 95».
- Яковлєв Андрій Володимирович — керівник дирекції по виробництву телефільмів каналу «Інтер».